# Penilpidia
Penilpidia is een geslacht van zeekomkommers uit de familie Elpidiidae.

## Soorten
- Penilpidia desbarresi Gebruk, Rogacheva & Pawson, 2013
- Penilpidia ludwigi (von Marenzeller, 1893)
- Penilpidia midatlantica Gebruk, 2008
- Penilpidia pacifica Gebruk, 1988